# Sam Abal
 Sam Abal – papuański polityk, minister spraw zagranicznych w latach 2007–2010, wicepremier od 9 grudnia 2010. Od 13 grudnia 2010 do 17 stycznia 2011 oraz ponownie od 4 kwietnia do 2 sierpnia 2011 pełniący obowiązki premiera.

## Życiorys
Sam Abal w 2007 uzyskał mandat deputowanego do Parlamentu Narodowego z okręgu Wabag. 29 sierpnia 2007 objął stanowisko ministra spraw zagranicznych, handlu i imigracji w gabinecie premiera Michaela Somare. 9 grudnia 2010 został mianowany przez niego wicepremierem rządu.
13 grudnia 2010 przejął obowiązki premiera Papui-Nowej Gwinei po tym, jak Michael Somare ustąpił z powodu rozpoczynającego się postępowania przed trybunałem w sprawie niedopełnienia obowiązków służbowych, tj. niezłożenia wymaganych oświadczeń finansowych w latach 90. XX wieku. 17 stycznia 2011 Somare powrócił do obowiązków szefa rządu po 5-tygodniowej przerwie.
4 kwietnia 2011 wicepremier Abal po raz drugi przejął obowiązki szefa rządu po tym, jak Michael Somare został zwieszony na dwa tygodnie w swoich obowiązkach przez specjalny trybunał z powodu dopuszczenia się w przeszłości nieprawidłowości finansowych. Choć termin ten mijał 18 kwietnia 2011 Somare nie powrócił na urząd z powodów zdrowotnych. Jego obowiązki nadal wypełniał Sam Abal.
3 sierpnia 2011 część parlamentarzystów koalicji, przy poparciu członków opozycji, przyjęła uchwałę o opróżnieniu urzędu premiera, co spowodowane było przeciągającą się nieobecnością premiera Michaela Somare przebywającego na leczeniu w Singapurze. Nowym szefem rządu został wybrany Peter O’Neill, który uzyskał 70 głosów poparcia i 24 głosy przeciw. Tego samego dnia został zaprzysiężony na stanowisku.